# Huragan Linda (1997)
Huragan Linda – cyklon tropikalny, jaki nawiedził w 1997 roku wschodni Pacyfik. Jest uznawany za najsilniejszy w historii huragan, jaki nawiedził ten obszar Oceanu Spokojnego. Najwyższa zanotowana prędkość wiatru wyniosła 296 km/h, a najniższe ciśnienie 902 hPa. Przez cały okres swojego istnienia trzymał się dość daleko od lądu (z wyłączeniem wyspy Socorro, przez którą przeszło oko cyklonu), więc nie spowodował większych zniszczeń.